# خوان کارلوس لزکانو
خوان کارلوس لزکانو (انگلیسی: Juan Carlos Lezcano؛ زادهٔ ۵ نوامبر ۱۹۳۸) بازیکن سابق فوتبال اهل پاراگوئه است که در پست مهاجم و بعد از مدتی در پست هافبک عمدتاً در اسپانیا بازی کرد.